# Економіка Третього Райху
Економіка Третього Рейху — етап економічної історії Німеччини в період 1933—1945 рр., при якому управління народним господарством країни й спосіб його включення в міжнародний поділ праці здійснювалися відповідно до націонал-соціалістичних доктрин Третього Райху. В системі категорій економічної теорії економіка нацистської Німеччини була державно-монополістичний капіталізм, відповідно до визначення якого використовувалися елементи прогнозування, економічного програмування та інші інструменти активного втручання держави в економічні процеси.
У період Другої світової війни економіка Третього райху широко практикувала використання примусової праці й розграбування окупованих країн (вилучення їхніх ресурсів), що відігравало суттєву роль у підтримці стабільності параметрів внутрішнього ринку, попри гіпертрофовані масштаби військового виробництва.

## Економічні передумови виникнення Третього рейху
Після поразки кайзерівської Німеччини в Першій світовій війні і зречення влади імператором Вільгельмом II, в 1919 році Німецькими національними зборами у Веймарі була прийнята конституція і заснована республіка. В результаті укладеного за підсумками війни Версальського договору Німеччина втратила всі свої колонії, втратила 1/8 частини своєї європейської території, загальною площею близько 67,5 тис. км², на яких проживало 5,5 млн жителів. Крім цього, Німеччина зобов'язалася виплатити репарації в розмірі 132 млрд марок протягом 37 років.
Відмова від прив'язки до золотого стандарту і неконтрольована емісія марки привели до обвальної інфляції. До середини 1923 року, економіка Німеччини досягла нижньої точки: витрати на репарації, виплату допомоги по безробіттю і працевлаштування демобілізованих солдатів призвели до зростання дефіциту бюджету, безробіття становило близько 30%, курс марки змінювався щогодини, в оборот були введені мільярдні банкноти. У листопаді 1923 року курс долара США становив 4,2 трлн марок. Для боротьби з інфляцією в Німеччині був створений «Рентний банк» (нім. Rentenbank), який очолив Ялмар Шахт. Згідно з «Планом Шахта» 15 листопада в обіг була введена рентна марка, що є офіційним засобом платежу і забезпечена землею та нерухомістю. Курс рентної марки до паперової становив 1:1 000 000 000 000, а емісія нової валюти була жорстко обмежена. 22 грудня Шахт став главою Райхсбанку, отримавши контроль над кредитно-грошовою політикою. Встановлений жорсткий контроль над державними витратами й збільшення доходів дозволили зупинити інфляцію. Подолання гіперінфляції дало можливість реалізувати «План Дауеса», запропонований генералом Ч. Дауесом. Німеччина отримувала відстрочку по виплатах репарацій, а США надали кредити на відновлення економіки. Протягом 1924—29 років в Німеччину надійшло кредитів на суму понад 5 млрд доларів США. У 1924 році в обіг була введена повністю конвертована райхсмарка, прив'язана до золотого стандарту. Після відновлення грошової системи почалося поступове пожвавлення економіки, пов'язане з ростом міжнародної торгівлі. До 1927 року Німеччина досягла рівня довоєнного виробництва, а за загальним обсягом промислового виробництва зайняла друге місце у світі після США. Основними ринками збуту німецьких товарів стали країни Південно-Східної Європи — Угорщина, Румунія, Болгарія, з якими в 1927 році були підписані торгово-економічні угоди. До 1929 року становище Німеччини зміцніло, однак зростання економіки, як і раніше, базувалося на зовнішніх запозиченнях, в основному короткострокових. Бюджет залишався дефіцитним через необхідність репараційних виплат. У червні 1929 на Гаазькій конференції з репарацій був прийнятий «План Юнга», розроблений главою General Electric американським фінансистом О. Юнгом. Сума репарацій зменшувалася до 112 млрд райхсмарок, які належало виплатити протягом 58,5 років.
24 жовтня 1929 року відбулося обвальне падіння курсу американських акцій на Нью-Йоркській фондовій біржі. Після обвалу фондового ринку сталася криза в банківській системі США. У цих умовах було повністю припинено кредитування німецької економіки, більш того, почався масовий відтік капіталу. Внаслідок скорочення обсягів міжнародної торгівлі експортноорієнтована економіка Німеччини почала падати. Зменшення попиту на німецькі товари призвело до зростання безробіття і нарощування бюджетного дефіциту. У березні 1930 року посаду голови Райхсбанку покинув Ялмар Шахт, який вимагав скоротити соціальні витрати й відмовитися від виплати репарацій. У 1931 році райхсканцлер Генріх Брюнінг на засіданні міжнародної комісії з репарацій заявив про ймовірність державного дефолту Німеччини. З ініціативи президента США Герберта Гувера Німеччині була надана відстрочка у виплаті репарацій (спочатку на один рік, а пізніше на 15 років). У тому ж році почалася серія банкрутств німецьких банків і концернів, причому в їхньому числі був один з найбільших банків Німеччини — Dresdner Bank. Щоб впоратися з панікою, уряд оголосив банківські вихідні. Після їхнього закінчення було накладено мораторій на зняття грошей з рахунку. Далі Райхсбанк знизив ставку рефінансування і скоротив відсоток за поточними позиками. Державі довелося проводити реструктуризацію проблемних банків. Фінансова криза переросла в кризу виробництва. У період з 1929 по 1932 роки ВВП скоротився на 25%, промислове виробництво на 40%, сільськогосподарське на 30%, а безробіття досягло 30%. Всюди відбувалося скорочення зарплати, на підприємствах почалися локаути й страйки. Проведена антикризова «дефляційна» політика кабінету Брюнинга включала скорочення державних (в першу чергу — соціальних) асигнувань з бюджету, збільшення податкового навантаження, санацію банківської сфери. Уряду вдалося запобігти катастрофі фінансової системи Німеччини завдяки масовим інтервенціям — спрямованим на викуп зобов'язань великих проблемних банків, реструктуризації їхньої заборгованості та введенню постійного банківського нагляду. Однак інші заходи, що проводилися, лише посилили кризу в німецькій економіці — падіння тривало, а соціальна напруженість і невдоволення громадян положенням різко зросли.
У січні 1932 року Німеччина в односторонньому порядку відмовилася від подальшої виплати репарацій, влітку того ж року на міжнародній конференції в Лозанні з цим рішенням погодилися держави-переможниці. Всього, за різними оцінками, Німеччиною було виплачено від 12 до 44 млрд райхсмарок репарацій.

## Економіка в довоєнні роки 1933-1939

### Мілітаризація економіки

Динаміка безробіття в 1933-39 роках

Через кілька днів після вступу Адольфа Гітлера на посаду райхсканцлера він заявив, що для подолання економічної кризи будуть зроблені дії, крім програми з працевлаштування, на проведення якої в бюджеті 1933 року було закладено 3,1 мільярда райхсмарок. Необхідність отримання Райхом нових територій була одним з найголовніших пунктів нацистської ідеології. Але у зв'язку з неминучим насильницьким характером цих операцій, потрібно було відтворення збройних сил. Проведення в життя ідеології життєвого простору (див. «Кров і ґрунт») і програма автаркії вимагали цілеспрямованого та ефективного використання державних коштів.
Економісти з різних сфер: військової служби, публіцистики та економіки, погодилися з потребами економіки в мирний час, серед яких були:
- Визначення попиту промисловості на сировину
- Забезпечення паливом
- Пристосування транспорту до умов воєнного часу
- Контроль за військовими витратами

В рамках програми, розробленої статс-секретарем міністерства фінансів Фріцем Рейнгардт, розробили кілька підпрограм зі створення робочих місць, в тому числі
- Landhilfer — землевпорядні роботи в сільському господарстві
- Arbeitsdienstwillige — добровольці трудових послуг
- Notstandsarbeiter — роботи в надзвичайних ситуаціях
- Fursorgearbeiter — громадська допомога

Після закінчення місяця, починаючи з 31 липня 1933 року, особи, зареєстровані як учасники цих підпрограм (за винятком сільськогосподарських), переставали вважатися безробітними. На цю дату значилося:
- Landhilfer - 144,981
- Arbeitsdienstwillige - 262,992
- Notstandsarbeiter - 140,126
- Fursorgearbeiter - 71,000

До моменту приходу Гітлера до влади на 30 січня сумарна чисельність за всіма цими групами становила лише 258,321.
Основним напрямом були інтенсифікація розпочатої ще в 1929 році програми з будівництва доріг і мостів та розвиток автомобільної промисловості. Організатором і головним проєктувальником будівництва автобанів став інженер дорожньо-будівельної фірми Sager & Woerner Фріц Тодт. При цьому військово-стратегічне значення автобанів було відносним. Попри високий рівень автомобілізації Німеччини й велике число водіїв автомобілів, автобани мало сприяли перекиданню в майбутні зони військових дій військ і важкого озброєння (для цього в основному використовували залізні дороги та коней). Однак програма дорожнього будівництва була дуже корисною в плані створення робочих місць для некваліфікованих осіб — хоча все ж більшу кількість робочих місць було створено у сфері будівництва військово-морських суден і бойових літаків. Введення 16 березня 1935 року загального військового обов'язку також сприяло повній зайнятості; завдяки цьому ж до початку військових дій чисельність військ зросла з 100000 до одного мільйона солдатів.
У червні 1935 року в рамках Імперської служби праці була введена обов'язкова трудова повинність, яка проіснувала до 1941 року, і яку працівники відбували здебільшого на сільськогосподарських роботах і в муніципальному господарстві. Подібний метод створення нових робочих місць був насильницьким і здавався закордонній пресі кращим, ніж нарощування озброєнь. Повинності підлягали юнаки віком від 19 до 24 років, а з 1 вересня 1939 року й дівчата. Територія країни була розділена на 30 трудових гау, в яких до 1938 року відбули повинність 350000 юнаків. Після початку війни повинність отримала військовий характер, зокрема, в її рамках виконувалося будівництво бункерів.
В ході боротьби з безробіттям, що, своєю чергою, викликало збільшення числа найманих працівників, відбувалося поступове урізання прав робітників і службовців. 2 травня 1933 року, після Дня національної праці, приміщення профспілок було захоплено, майно конфісковано, а провідні діячі були заарештовані. 10 травня створено Німецький робітничий фронт (DAF), яким керував Роберт Лей, який надалі здійснює формальне посередництво між робітниками й підприємствами. Закон «Про порядок національної роботи» від 20 січня 1934 року ввів нові поняття: відтепер роботодавець іменувався вождем виробництва («Betriebsführer»), а наймані працівники — свитою («Gefolgschaft»). DAF жорстко проводив лінію з підвищення продуктивності праці та залучення «свити» до панівної ідеології. Часто використовуваним інструментом пропаганди було об'єднання «Сила через радість», яке займалося питаннями організації та контролю дозвілля населення. З 1936 року відбулися зміни у працевлаштуванні, а також було введено поняття виправних робіт. З метою більшої керованості робочими були введені трудові книжки, у зв'язку з чим при зміні місця роботи обмежувалися можливості кар'єрного росту.
Чи не у всій промисловості — а всередині її галузей ледь не на кожному підприємстві — ідеї автаркії й мілітаризації зустрічали підтримку. До 1935 року прямі витрати на військові потреби становили всього 18% бюджету; зростальна автомобілізація служила критерієм добробуту населення, а німецькі автобани були одним з об'єктів пропаганди переваг нацистської економіки. До 1936 року здавалося, що обіцяний повторний підйом стався, і повернення у світову економіку ще можливе. Однак нацисти на чолі з Гітлером використовували підйом як підтвердження того, що ці уявні «підступи міжнародного єврейства» призвели до світової економічної кризи, і подолати її необхідно за допомогою політики націоналізму. Для ідей автаркії та життєвого простору, які зміцнили своє внутрішньополітичне становище, настав час зробити наступний крок: збільшення масштабів безпосередньої підготовки до загарбницької війни.
Економічні заходи нацистів було недостатньо, зокрема, виробничі потужності були завантажені не повністю (див. таблицю).
| Динаміка безробіття в промисловості                              | 1932 | 1933 | 1934  | 1 935 | 1936  | 1 937 |
| Що стоять на обліку як безробітні, в середньому в рік (млн осіб) | 6,02 | 4,80 | 2,71  | 2,15  | 1,59  | 0,91  |
| Зайнятих в будівництві автобанів, в середньому в рік (тис. осіб) | <4,0 | <4,0 | 60,2  | 85,6  | 102,9 | 102,9 |
| Показники розвитку німецького автомобілебудування (1932=100)     | 100  | 204  | 338   | 478   | 585   | 585   |
| Зайнятих в авіабудуванні (тис. осіб)                             | 4,0  | 4,0  | 16,8  | 59,6  | 110,6 | 167,2 |
| Витрати на суднобудування (в млн райхсмарок)                     | 49,6 | 76,1 | 172,3 | 287,0 | 561,3 | 603,1 |

## Під час Другої Світової війни

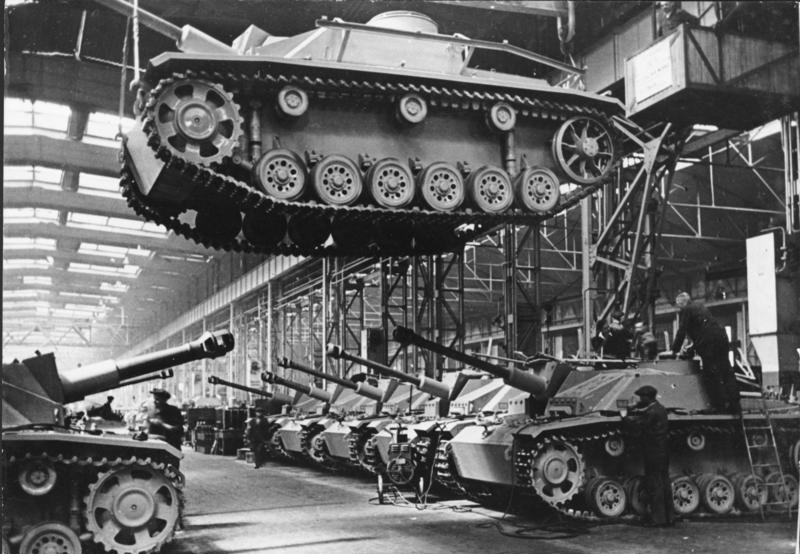
Завод з виробництва Sturmgeschütz III (1943)

Переведення економіки Райху на військові рейки, супроводжуючись неминучим скороченням експорту німецьких товарів, підривало зовнішньоекономічні позиції Німеччини. З огляду на ризики переходу до активних бойових дій на просторах, вимірюваних сотнями тисяч квадратних кілометрів, німці не перейшли б кордону Польщі саме в 1939 році, якби не «подарунок» у вигляді 25 тонн золота й інших активів Чехословацького банку, який у вересні 1938 року піднесли Гітлеру його «умиротворителі» в особі Англії та Франції, Чемберлена і Даладьє. Після Мюнхенської змови чехословацькі активи були спочатку доставлені в Лондон і Базель, а у квітні 1939 року керівники Англійського банку і Банку міжнародних розрахунків (BIS) офіційно перевели в Райхсбанк чехословацьке золото сумою 24 млн ф. ст. Насправді вартість вкраденого Гітлером через BIS чехословацького золота (яке мало «сибірське коріння») становила 5,6 млн ф. ст., що було еквівалентно 24,5 т золота. Крім BIS, в цій спецоперації брали участь центробанки Бельгії та Нідерландів. Банк Англії довго не визнавав свою співпрацю з Гітлером в цій справі, і лише в серпні 2013 року визнав.

### Паливна проблема
Видобуток нафти в Німеччині забезпечував менш як 9% її потреб. У 1939 році тільки 11% імпортованої нафти надходило до Німеччини з Румунії, ще 1,7% надходило з СРСР, а майже весь інший імпорт нафти міг здійснюватися тільки по морю і був украй уразливим в умовах війни.

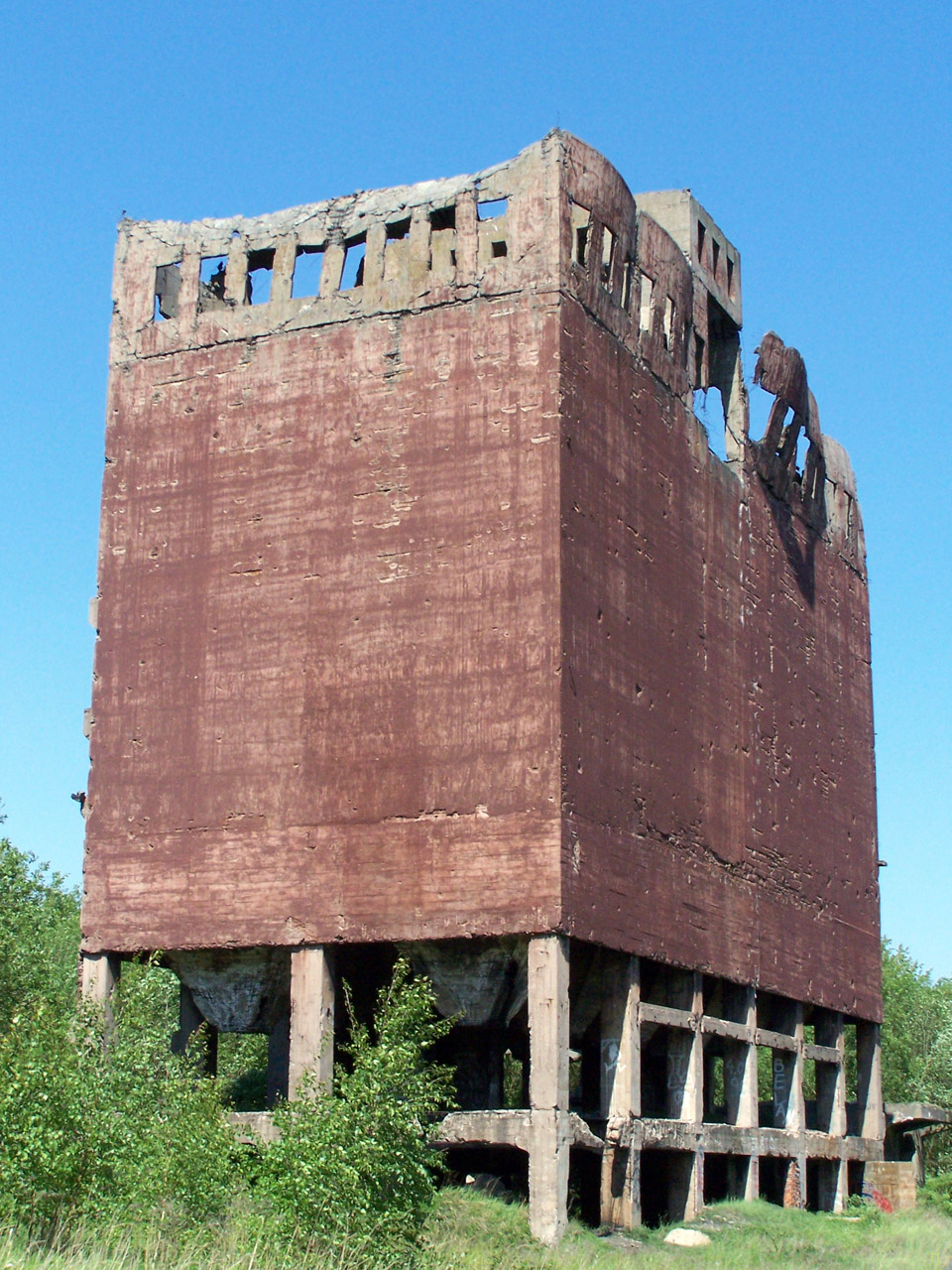
Руїни заводу з виробництва синтетичного бензину в Полице, Померанія (нині Полице, Польща)

Запаси моторного палива в Німеччині на серпень 1939 становили 2,2 млн тонн. При цьому в 1943 році, за різними даними, споживання моторних палив і їхніх замінників склало від 9,5 до 11,3 млн тонн. Найбільшим джерелом палива стало отримання рідкого палива з вугілля методом гідрогенізації. Дослідження синтезу рідкого моторного палива почалися в Німеччині ще до Першої світової війни. У 1936 році була затверджена програма з шестикратного збільшення виробництва синтетичного палива. У 1938 році почали працювати перші 7 заводів, що працюють за методом бергінізації (до кінця року вони виробили 1,6 млн тонн палива), а в наступному році — ще 7 заводів, що працюють за методом Фішера — Тропша на бурому вугіллі. Всі заводи швидко налагодили заплановану виробничу потужність. Частка синтетичного палива в загальному паливному балансі Німеччини стала стрімко зростати та вже в 1940 році виробництво синтетичного палива покрило більше третини всіх потреб Німеччини в паливі. Також в умовах війни тривав імпорт нафтопродуктів, головним чином, з Румунії. Крім того, масово використовувалися газогенераторні автомобілі.

### Економічна блокада Німеччини
У руслі мюнхенської політики «умиротворення» на захоплення Польщі Велика Британія та Франція відреагували так званою «дивною війною». При майже повній відсутності бойових дій на суші, Велика Британія наголошувала на морській блокаді портів Німеччини, яку уряд Чемберлена й оголосив 6 вересня 1939 року. Однак до такого розвитку подій Німеччина була вже готова. Ще 10 травня 1939 року було видана директива ОКВ, яка наказувала:
Оскільки в разі війни з Англією Німеччина втратить свої атлантичні комунікації... підготувати в першу чергу такі заходи:

а) посилений обмін товарами з Італією;
б) посилений імпорт з південно-східного простору;
в) економічне забезпечення окремих постач зі Скандинавії, а також перенесення перевалкових пунктів (з сухопутного транспорту на судна) і порти Південної Швеції;
г) пов'язані з цим внутрішньонімецькі переміщення в економіці й порядок руху з комунікацій
— Директива ОКВ від 10 травня 1939 р. про ведення економічної війни
Зустрічні військові дії проти транспортів в Атлантиці, що почалися після цього з обох сторін, принципово не могли принести Англії бажаний ефект, оскільки зацікавлені експортери завчасно вжили всіх заходів для того, щоб переміщати стратегічні вантажі під нейтральними прапорами. Головним товаром, постачання якого реально могли привести військову машину Третього Райху до кризи, була нафта — а саме тут набирали чинності інтереси США. Якраз напередодні війни американці отримали нафтові концесії в Саудівській Аравії.
Ще одним плацдармом, на якому США вдалося досягти успіху в суперництві з Великою Британією, була Мексика — одна з лідерів у видобутку нафти серед країн свого регіону. Чемберлен у відповідь на націоналізацію нафтової промисловості Мексики в березні 1938 року відповів розривом дипломатичних відносин, а президент США Рузвельт проявив гнучкість. У результаті вже влітку 1938 американський нафтопромисловець В. Р. Девіс, який підтримував тісні стосунки з Г. Герінгом, організував експорт мексиканської нафти в Німеччину і фашистську Італію. З червня 1938 по вересень 1939 року «Davis Oil Company» переправила через океан 3 млн т мексиканської нафти, і більшу частину з неї — в Німеччину. В результаті перед війною частка Мексики в німецькому імпорті нафти склала 20%.
Істотно підірвав ефективність британської морської блокади Німеччини маневр Муссоліні: всупереч очікуванням Чемберлена і Даладьє, з початком війни Італія не вступила у війну, а зайняла позицію пасивного союзника Гітлера. В результаті британське адміралтейство було вимушене дати вказівку флоту в Середземному морі «дотримуватися обережності» (тобто пропускати італійські кораблі), щоб не спровокувати вступ Італії у війну.
Найбільшим постачальником нафти в Європі у Гітлера була Румунія. 12 вересня 1939 військовий кабінет Англії ухвалив рішення скупити всю румунську нафту. Вимога уряду Румунії оплатити за нафту в доларах виявилася для Англії неприйнятною. У підсумку переговори були припинені, і румунська нафта залишилася Гітлеру. Цікавим є те, що оплати в доларах більше вимагали іноземні (і в тому числі й британські) приватні компанії, ніж керівництво Румунії, адже в їхніх руках знаходилися три чверті експорту румунської нафти.
Після того, як був підписаний Договір про ненапад між Німеччиною і Радянським Союзом, 17 вересня 1939 року в результаті вторгнення в Польщу радянські війська зайняли нафтопромисловий район Дрогобич — Борислав, а залізничну лінію від Львова до румунського кордону (по якій можна було постачати нафту) переробили на радянську колію. Розцінюючи це, як бажання СРСР перегородити шлях Німеччині не тільки на Схід, а й на південний схід, лорд Галіфакс звернув увагу британського посла в США маркіза Лотіана на негативні наслідки від продовження економічної блокади Німеччини й натякнув на можливість отримання мирних ініціатив від Гітлера. Дійсно, 6 жовтня 1939 року фюрер виступив в айхстазі з пропозиціями про мирне врегулювання, але Франція та Велика Британія їх відхилили.
Тим часом спроби британського уряду покласти край порушенням економічної блокади Німеччини з боку американських кораблів залишалися безуспішними. Через неочікуваний льодостав на Дунаї в сувору зиму 1939—1940 років постачання Німеччини румунською нафтою різко скоротилося. Коли в березні 1940 року лід розтанув, постачання в Німеччину першими відновили франко-бельгійська компанія «Колумбія» і американська «Ромуно-Американа». Великий внесок у постачання Німеччини нафтопродуктами внесли американські компанії Standard Oil Co. of New Jersey, Standard Oil Co. of California, а також Texaco.
Разом з тим, підписання Договору про ненапад не спричинило негайної та різкої зміни в німецько-радянській торгівлі. Після досягнення в 1931 році рекордного рівня (1,07 млрд марок, в тому числі 762,7 млн експорт і 303,5 млн імпорт з СРСР) товарообіг став знижуватися, особливо різко — після приходу Гітлера до влади. У 1934 році імпорт з СРСР впав до 223, в 1936 до 93,2 і в 1938 до 47,4 млн марок. 19 серпня 1939 року було підписано новий торговий договір, за яким СРСР зобов'язувався надати Німеччині протягом двох років товарів на 180 млн марок, в обмін на кредит у 200 млн марок для зустрічних закупівель німецьких товарів. На обороти поточного року цей договір майже не вплинув, та імпорт за 1939 рік зріс лише до 52,8 млн марок.
Непросто складалися справи й в наступному, 1940 році. Угода від 11 лютого 1940 року формально відкривала можливість збільшити річний обсяг радянського достачання до 420—430 млн марок, включаючи 1 млн т зерна і 900 тис. т нафти. Фактично ж за перші 6 місяців (до серпня 1940) СРСР надав лише 28% від плану. Причина була в тому, що німецькі постачі серйозно відставали від радянських: СРСР відправив сировини на 119,1 млн марок, а отримав від Німеччини техніки тільки на 84,2 млн марок (включаючи літаки: 2 «Дорньє-215», 5 «Мессершмітт-109Е», 5 «Мессершмітт-110», 2 «Юнкерс-88», 3+2 =5 «Хайнкель-100», 3 «Бюккер-131» і 3 «Бюккер-133 », а також крейсер «Лютцов». 12 вересня 1940 року Мікоян попередив німецьку сторону, що через відставання німецького постачання радянський експорт може бути скорочений аж до тимчасового зупинення. Так і вийшло: в IV кварталі експорт в порівнянні з III кварталом скоротився у 2 рази, а на початку 1941 року скоротився знову. В результаті за 1940 рік Німеччина отримала з СРСР 657 тис. т нафти замість 900 тис. т нафти. Меншими за обіцяні виявилися і постачання зерна. Основну його частину склав ячмінь (732 тис. т) і овес (143 тис. тон); що стосується пшениці, то її постачання склали лише символічні 5 тис. тон.
За півтора року, з кінця 1939 року по кінець травня 1941 року, Німеччина імпортувала з СРСР 1 млн т нафтопродуктів на 95 млн марок, 1,6 млн т зерна на 250 млн марок, 111 тис. т бавовни на 100 млн марок, 36 тис. т макухи на 6,4 млн марок, 10 тис. т льону на 14,7 млн марок, лісоматеріалів на 41,3 млн марок, 1,8 тис. т нікелю на 8,1 млн марок, 185 тис. т марганцевої руди на 7,6 млн марок, 23 тис. т хромової руди на 2 млн марок, 214 тис. т фосфатів на 6 млн марок.

### Ресурси окупованих територій
У червні 1941 року територія, підконтрольна Третьому Райху, становила всю Європу, крім Швеції, Швейцарії та країн, що були дружніми Райху, а також Великої Британії з Ісландією (наприклад, Чехія становила ~ 30% економічного потенціалу Райху). Ця територія мала людські ресурси, які переважали СРСР.

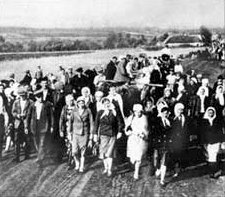
Остарбайтери: Викрадання українців на роботу в Німеччину. Черкаська область Української РСР, 1942 рік.

Істотний внесок в промисловий потенціал Німеччини внесли жителі окупованих територій, велика частина яких була перевезена до Німеччини насильно. За даними П. М. Поляна понад 50% «остарбайтерів» становили колишні громадяни СРСР з окупованих територій РРФСР, Білорусі та України, і ще 30% прибули з Польщі (30%). В етнічному складі остарбайтерів домінували росіяни, українці, поляки, білоруси, татари та ін. Загальна чисельність остарбайтерів оцінюється в межах між 3 і 5,5 мільйонами осіб.
Станом на осінь 1944 року в промисловості Німеччини працювало 8 мільйонів іноземців, тобто чверть всього зайнятого в промисловості контингенту. 2 мільйони з них були військовополонені. З Радянського союзу було вивезено 2,5 мільйона, 1,7 мільйона — з Польщі, 1,3 мільйона — з Франції, 600 тисяч — з Італії. До того ж 650 тис. ув'язнених концтаборів — «жили поки працювали». Близько половини працівників з СРСР і Польщі становили жінки, середній вік яких був 20 років.
Військове виробництво
У перший рік війни з СРСР Райху стали підвладними території Білоруської РСР, Української РСР, Прибалтики — це мільйони людей, тисячі підприємств, які служили вермахту. На цю ж величину зменшився економічний потенціал РСЧА.
Однак вже в 1942 році міністр озброєнь Ф. Тодт попереджав Гітлера, що в економічному сенсі Німеччина вже програла війну. З цим погоджувався «особистий архітектор Гітлера» Альберт Шпеєр, який був талановитим організатором і змінив Тодта на його посаді після його загибелі в авіаційній катастрофі. Завдяки зусиллям Шпеєра військова промисловість Німеччини нарощувала обсяг виробництва аж до осені 1944 року.
Як вважав Шпеєр, з технічного погляду Німеччина зазнала поразки 12 травня 1944 року, коли внаслідок масових бомбардувань союзників було знищено 90% заводів, які виробляли синтетичне пальне.

## Реформування

### Корпоративна реформа
Концепція побудови корпоративної держави передбачає створення професійних самоврядних організацій двох типів: для роботодавців (гільдій) і для найманих працівників (профспілки). При цьому передбачається примусове синдикування всіх (за винятком «негромадян» — євреїв, циган, негрів) працівників і роботодавців.
- Імперська економічна палата (нім. Reichswirtschaftskammer) — загальнонімецька станова гільдія, утворена відповідно до «Закону про підготовку органічної будови економіки» від 27 лютого 1934 року. Створення гільдії мало б полегшити регламентування промислового виробництва з боку влади й включення економіки в систему підготовки німецької економіки до війни. Структурно ділилося на 6 груп:

1. промисловості (керівники Густав Крупп та ін.)
2. банків (очолював Курт фон Шредер)
3. торгівлі (очолював Франц Гайлер)
4. страхування (очолював Едуард Гілгард)
5. енергетики
6. ремісництва
- Імперський продовольчий стан (нім. Reichsnährstand, RNST) — загальнонімецька професійна гільдія (корпорація), утворена відповідно до постанови від 8 грудня 1933 року до «Закону про тимчасову організацію Імперського продовольчого стану» від 13 вересня 1933 року. Через контроль імперського міністерства продовольства і сільського господарства здійснювалося державно-монополістичне регулювання виробництва сільськогосподарських продуктів і первинної перероблення сільськогосподарської сировини.

Цілями та завданнями були:
1. Забезпечити продовольчу автаркію Німеччини
2. Регламентування сільськогосподарського виробництва з боку влади
3. Включення сільського господарства в систему підготовки німецької економіки до війни.
- Імперський стан німецького ремесла (нім. Reichsstandes des Deutschen Handwerks; RDH) — загальнонімецька професійна гільдія ремісників, яка об'єднала 52 імперських цехових союзи й входила в Імперську економічну палату. До складу стану включалися всі ремісничі та деякі кустарні виробництва.

### Імперська економічна палата (гільдія)
Провідне об'єднання підприємців — Імперське об'єднання німецької промисловості 13 лютого 1934 року підготувало проєкт реформування — Структуру організації промисловості Третього Райху. На основі цього проєкту 27 лютого 1934 року, був прийнятий Закон про підготовку органічної будови економіки. В результаті виконання Закону була сформована Імперська економічна палата (нім. Reichswirtschaftskammer) — саморегульована загальнонімецька професійна гільдія підприємців.

### Німецький робітничий фронт (профспілка)
2 квітня 1933 р. всі не націонал-соціалістичні профспілки були заборонені. 10 квітня замість заборонених профспілок було створено Німецький робітничий фронт (нім. Deutsche Arbeitsfront). Ядром нової організації стали націонал-соціалістичні профспілки, інші «некомуністичні» профспілки були примусово приєднані. Закон про довірених осіб на підприємствах від 19 травня 1933 встановлював нову форму взаємин між роботодавцем і працівниками. 7 вересня 1933 року було розроблено детальний рамковий проєкт врегулювання трудових відносин — Меморандум до законів щодо врегулювання трудових відносин. 20 січня 1934 року на основі допрацьованого проєкту був прийнятий Закон про регулювання національної праці, а потім ще 19 директивних інструкцій з його здійснення, що стали основою регулювання трудових відносин в промисловості та діяльності Німецького трудового фронту.

### Види інструментів розрахунків за зобов'язаннями
Зовнішні зобов'язання:
- Рахунки ASKI — зовнішньоторговельна клірингова система.
- Валютні рахунки — використання для юросіб (під жорстоким контролем держави, за зловживання — розстріл), для фізосіб — ліміт у разі поїздки за кордон.

Внутрішні зобов'язання:
- Національна валюта на момент своєї появи — земельна райхсмарка, прив'язана до вартості загальнонародної власності — землі
- Офф-векселі — для розрахунків всередині «громад»
- Мефо-вексель — для інвестиційного кредитування, проведення розрахунків між підприємствами з можливістю конвертації (під контролем держави) в національну валюту. А тут могли б бути гроші Федера. Гроші Гезеля тут не підходили, оскільки в різних секторах економіки різні періоди обертання та окупності. Окупність держсектор не цікавила, якщо це потрібно «народу і Райху», то інвестиції відкривалися і під явно збиткові проєкти.
- Валютні «нотгельд» — іноземна валюта, «емітована» не закордонною, а власною країною (валютні безпроцентні облігації в фунтах стерлінгах і доларах), для хеджування і «любителів» інвестування у валюту.
- Податкові сертифікати — з одного боку: держзайм, з іншого — розширення самою державою зворотної бази з метою корпоративного кредитування через майбутні податкові надходження. Деяка схожість на «держнотгельди» (забезпечення через майбутні доходи від пошти, телеграфу і залізниць) часів гіперінфляції 1923—1924 рр.

Зобов'язання територій:
- Табірні гроші, гроші гетто та інші, наприклад Бефіль-гроші.
- Окупаційні марки — для громадян Німеччини (і тільки при поверненні до Німеччини) з встановленим курсом конвертації в райхсмарки.

Тут також могли б бути гроші Гезеля, але в плани керівництва Третього райху це не входило.
- Важливим джерелом фінансування гітлерівської Німеччини було розграбування захоплених нацистами європейських країн і народів, яке становило близько третини бюджету Німеччини під час війни, що встановила у 2010 році незалежна комісія міжнародних експертів, створена за наполяганням колишнього міністра фінансів ФРН П. Штайнбрюка[20].

### Комплексний механізм ліквідації інфляції
- Грошова автаркія — «розв'язка» національної валюти зі світовим валютним ринком (фунтом стерлінгом для 30-х років 20 століття). Курс марки не прив'язувався до будь-якої іноземної валюти або кошику.
- Заборона на вивезення національної валюти (райхсмарки) за кордон.
- Законодавче обмеження граничних розмірів дивідендів і відсотків.
- Заморожування заробітків і цін споживчого ринку.
- Картелювання всієї економіки:
- Наслідок — повне усунення зі сфери виробництва посередників.
- Планування попиту і пропозиції із забороною на статусне споживання імпортних товарів.
- Система державних ліцензій для зовнішньоторговельних операцій.
- Немислимо високий податок на вивіз капіталу.

### Соціальний устрій
Нацисти уявляли майбутнє суспільство як мережу, керовану трьома вертикалями (ієрархіями) влади.
Перша сторона трикутника — середовище проживання (місце проживання, проведення часу, комфортність робочого місця і т.п.). Тут домінував демократичний принцип формування вертикалі — виборність керівників. Друга сторона — сфера суспільного виробництва. Ця вертикаль формувалася за професійним принципом, виходячи з якостей: — знань, досвіду, результатів атестацій. Третя сторона — сфера загальнонаціонального духу. Призначення в цій вертикалі проводилися, коли партія визнавала керівника гідним. Головними (але не єдиними) регуляторами були: в «сфері проживання» — Трудовий фронт, в «сфері духу» — НСДАП, в «сфері виробництва» — Імперська економічна палата. Трикутник мав ще одне, містичне значення: одна сторона символізувала те, що зазвичай називають «серцем», друга — розум, а третя — волю. Один і той же громадянин міг виступати як керівника однієї або одночасно декількох «вертикалей». При цьому його ранги в кожній з вертикалей могли істотно відрізнятися. При вирішенні конфліктних ситуацій передбачалося, що рішення будуть прийматися за мажоритарним принципом: коли будь-які дві вертикалі приходили до спільної згоди, то третя (незгодна раніше) мала адаптувати свою політику. Керівниками нижчих ланок всіх трьох ієрархій управління були громадські працівники, вищих ланок — «звільнені» працівники, які отримують заробітну плату.